# Alexej Berezuckij
Alexej Vladimirovič Berezuckij, rusky Алексей Владимирович Березуцкий (* 20. června 1982, Moskva) je bývalý ruský fotbalista. Nastupoval většinou na postu obránce.
Jeho bratr a identické dvojče Vasilij Berezuckij je také bývalým fotbalistou a obráncem.

## Klubová kariéra
S CSKA Moskva vyhrál Pohár UEFA 2004/05, pětkrát slavil titul ruského mistra (2003, 2005, 2006, 2012/13, 2013/14), sedmkrát získal ruský pohár (2001/02, 2004/05, 2005/06, 2007/08, 2008/09, 2010/11, 2012/13).

## Reprezentační kariéra
Alexej Berezuckij debutoval v A-mužstvu Ruska 12. 2. 2003 na turnaji Cyprus International Tournament v Limassolu proti domácímu týmu Kypru (výhra 1:0).
S ruskou reprezentací získal bronzovou medaili na mistrovství Evropy roku 2008 v Rakousku a Švýcarsku. Zúčastnil se i EURA 2012 v Polsku a na Ukrajině.

### EURO 2016
Trenér Leonid Sluckij jej zařadil do závěrečné 23členné nominace na EURO 2016 ve Francii, kde Rusko obsadilo se ziskem jediného bodu poslední čtvrté místo v základní skupině B. Berezuckij odehrál na turnaji jeden zápas ve skupině (proti Walesu, porážka 0:3).